# Blaton
Blaton est une section de la commune belge de Bernissart située en région wallonne dans la province de Hainaut.
C'était une commune à part entière avant la fusion des communes de 1977.

## Étymologie
Le nom de Blaton trouve son origine dans le mot latin Ablatonis qui s'est transformé en gallo-romain en Ablatonas, signifiant aux cabanes.

## Géographie

### Situation
Connu pour ses nombreux canaux, Blaton s’inscrit dans un paysage de faible relief : l’altitude y oscille entre 27 mètres au bord du canal Nimy-Blaton-Péronnes et 67 mètres dans la forêt de Bon-Secours, au sud-ouest du territoire. Ce village, situé à égale distance de Mons et de Tournai, environ 22 kilomètres, occupe le versant nord de la vallée de la Haine. Ce cadre où la topographie modérée et la proximité des voies d’eau ont longtemps conditionné les activités humaines.
Le centre de Blaton occupe une vallée encaissée, bordée par deux collines sablonneuses couvertes de bruyères : la Grande Bruyère et le Mont des Groseilliers. Cette dépression naturelle est traversée par le ruisseau de la Fontaine Bouillante, issu de Stambruges. À Blaton, son cours est partiellement couvert ou détourné vers le canal Blaton-Ath. Plus en aval, il devient le Courant Macou avant de rejoindre la Haine à Condé-sur-l’Escaut.
Héritage de la dernière période glaciaire, le paysage repose sur un sol sablonneux très perméable. Le sous-sol y est essentiellement constitué de grès et de calcaire paléozoïques, formations caractéristiques du Hainaut.

### Cours d’eau
Le village de Blaton est traversé par trois canaux historiques : le canal Blaton-Ath, destiné autrefois à relier Blaton à Ath pour faciliter le transport de marchandises ; le canal Nimy-Blaton-Péronnes, qui assure une liaison navigable entre Mons et l’Escaut ; et le canal Pommerœul-Antoing, aujourd'hui désaffecté, autrefois construit pour l’acheminement du charbon extrait dans la région. Cette concentration de voies navigables a valu à Blaton le surnom de "petite Venise du Hainaut".

### Transports
Le village de Blaton est traversé par plusieurs infrastructures de transport importantes. Il est desservi par la ligne ferroviaire 78, avec la gare de Blaton, mise en service en 1861, qui assure une liaison entre Mons et Tournai, facilitant ainsi les déplacements locaux et régionaux. 
Blaton bénéficie également d’un accès direct à l’autoroute A16 (E42), reliant Tournai à Liège. Cette autoroute, dont les travaux ont commencé dans les années 1960, a contribué à améliorer la circulation dans le Hainaut et à renforcer les échanges commerciaux, notamment avec la France, en facilitant l’accès aux grandes villes comme Lille et Paris.

## Évolution démographique
- Sources : INS, Rem. : 1831 jusqu'en 1970 = recensements, 1976 = nombre d'habitants au 31 décembre.

## Histoire
Nombreuses découvertes archéologiques (paléolithiques, gallo-romaines, mérovingiennes, médiévales).
Après la conquête de la Belgique par les Romains, Ambiorix, roi des Éburons, se révolta. Jules César revint en Belgique, tint son quartier général à Mons, plaça cinq cohortes à sa gauche, sur les hauteurs de Fani-Mereurii (Blaton) et cinq autres à sa droite, au château de Chièvres. C'est ainsi qu'il vainquit, non loin de Blaton, les Nerviens commandés par Turnus, dont le camp se trouvait établi dans un endroit appelé Hériaumont[réf. non conforme].
Blaton a été fusionnée avec la commune de Bernissart en 1977.

## Armoiries
|  | Blasonnement : Gironné d'argent et d'azur de dix pièces, les cinq d'azur chargées de croisettes recroisettées au pied fiché d'or, surchargé en chef d'un lambel d'azur à deux pendants. L'écu timbré d'une couronne à cinq perles posées sur le cercle. |

## Culture et patrimoine

### Patrimoine architectural
- La chapelle de la Grande Bruyère.
- Le monument aux morts des guerres de 14-18 et 40-45.
- Les « crêtes à cayaux » (littéralement « crêtes à cailloux »), murs en pierres sèches ou maçonnés au mortier au couronnement formé de pierres posées de chant, délimitant entièrement ou partiellement des propriétés, principalement le long des rues de l’Enfer, de la Montagne, de Condé, et Émile Zola[3].

#### Église de tous les Saints

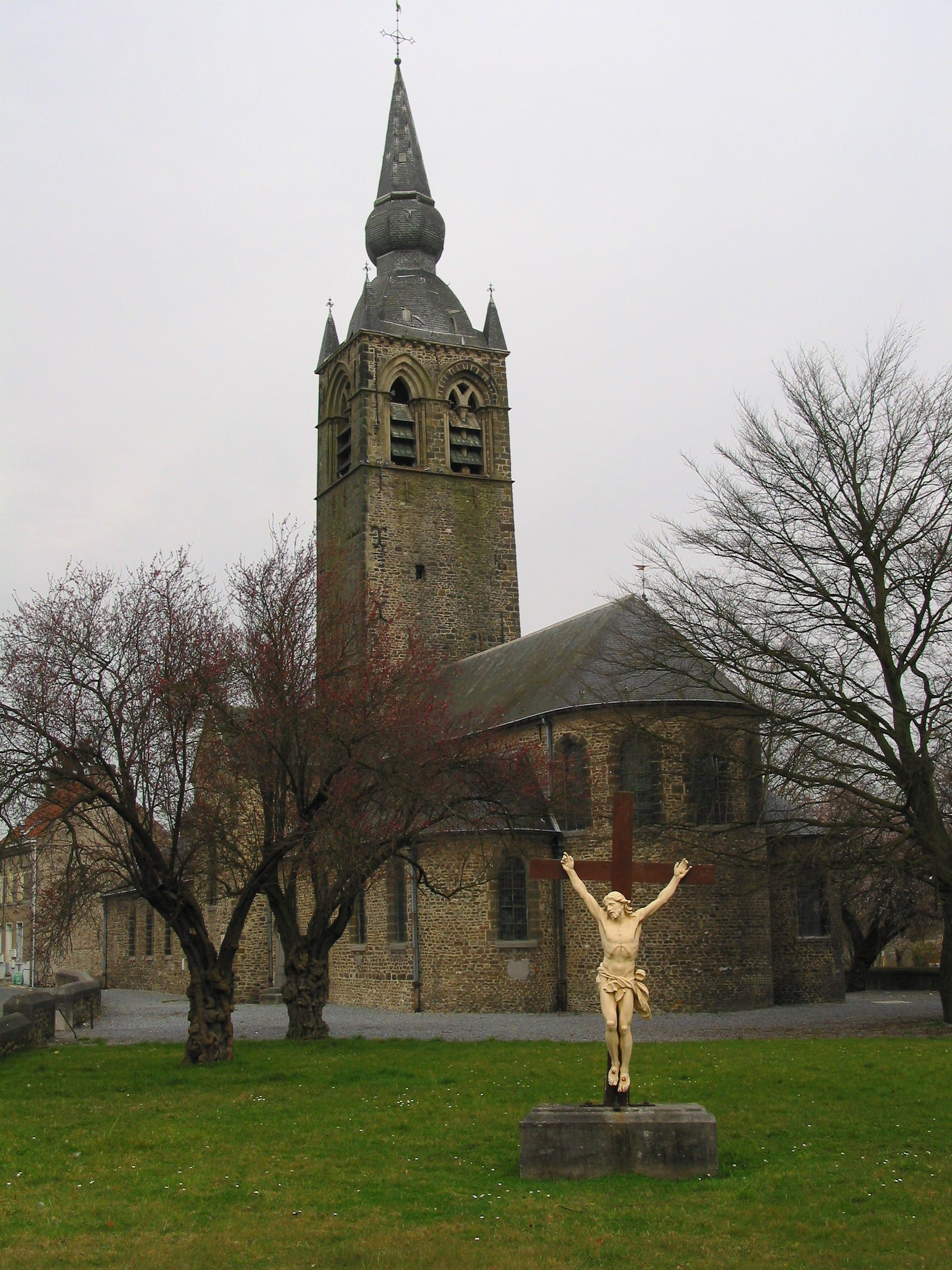
L'église de Tous les Saints.

L’église de tous les Saints, l’une des plus vieilles du Hainaut, a été bâtie entre la fin du XVIe et le début du XVIIe siècle, à l’époque où le village commençait à se développer. Elle remplaçait un petit oratoire devenu trop étroit.
Son architecture mélange le style roman ancien et les débuts du gothique, avec un plan en croix latine et trois nefs. Les murs sont faits de grès local. La tour carrée, assez fine, date du XVIIIe siècle, puis elle a été surélevée aux XVe et XVIe siècles avec l’ajout d’une flèche et d’un bulbe au XVIIe siècle. À l’intérieur, on trouve des niches gothiques de 1490 avec des statues de saint Pierre et saint Paul, un crucifix en bois du XVIe siècle, et plusieurs statues colorées du XVIIe siècle, dont saint Christophe et saint Roch. Un reliquaire de 1732 renferme les reliques de saint Fortunat.
Plusieurs restaurations ont eu lieu, la plus importante dans les années 1950-1960, pour retrouver l’aspect original de la nef et du transept. Ce bâtiment reste un témoin important de l’histoire locale.

### Patrimoine naturel

#### Parc Posteau
Au centre de Blaton, en bordure du canal Blaton-Ath, se trouve le parc Posteau. Ce domaine d’environ 2,5 hectares comprend un étang et le cours d’eau qui l’alimente, avec des pontons permettant de passer au-dessus de ces eaux.
Le parc abrite également une maison rurale et un espace théâtral à ciel ouvert, qui accueille de nombreuses festivités tout au long de l’année, notamment le 21 juillet, contribuant ainsi à sa renommée.
La commune acquit ce domaine il y a environ un siècle. Il appartenait à Ulysse Posteau, un marchand de grains qui y résidait. En 2007, un projet fut lancé pour créer un parc et aménager la prairie voisine. Les travaux furent achevés en 2012, et le parc ouvrit alors ses portes au public.

#### Grande Bruyère

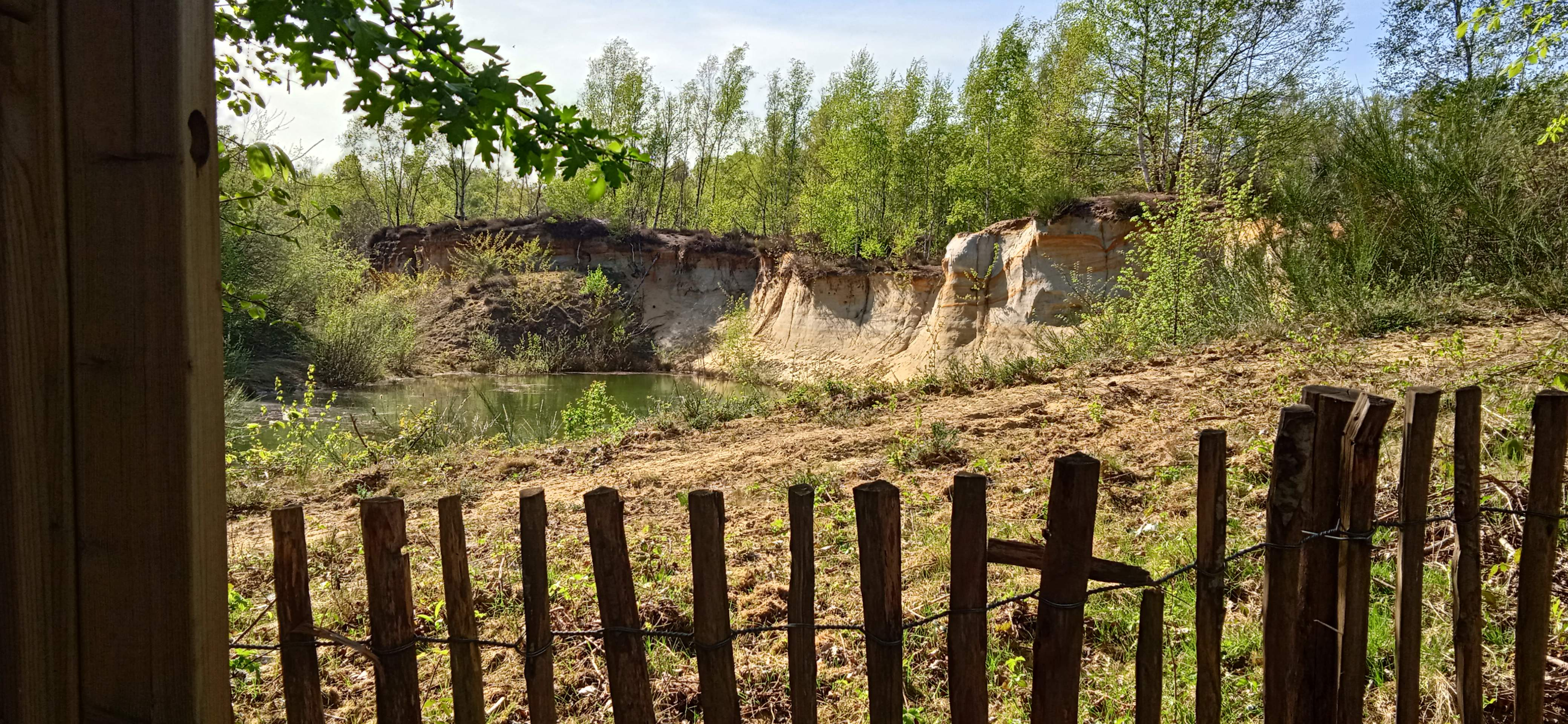
Vue sur une mare dans la Grande Bruyère.

La Grande Bruyère de Blaton est une ancienne sablière bénéficiant du statut de SGIB (Site de grand intérêt biologique). Elle abrite une faune et une flore très diversifiées qui s’appuient sur ses nombreux habitats variés : étendues de sable, plans d’eau, fourrés, mares, etc. Le Parc Naturel des Plaines de l'Escaut y effectue régulièrement des travaux d'entretien et de gestion depuis qu'elle a obtenu, en 2003, le statut de réserve naturelle domaniale, à la suite d'une convention entre la commune de Bernissart et la Région wallonne.

## Économie

### Caserne de Blaton
Située entre l'autoroute A16 et la ligne ferroviaire 78, la caserne de Blaton fait partie des sept casernes de pompiers de la zone de secours WAPI. Implantée dans le secteur sud, elle a été inaugurée officiellement le 4 mai 2022.
Cette infrastructure moderne remplace cinq anciennes casernes, auparavant réparties entre Antoing, Basècles, Belœil, Bernissart et Estaimpuis. Sa mise en place visait à centraliser les moyens d’intervention et à renforcer l’efficacité des secours dans la région.

## Personnalités liées à Blaton
- Luce Irigaray (née en 1930 à Blaton), linguiste et psychanalyste féministe francophone.
- Victor Martin, sociologue, résistant au nazisme (1912-1989).
- Dominique Alderweirels, alias Dodo la Saumure (né en 1949), connu via l'affaire DSK.

## Galerie

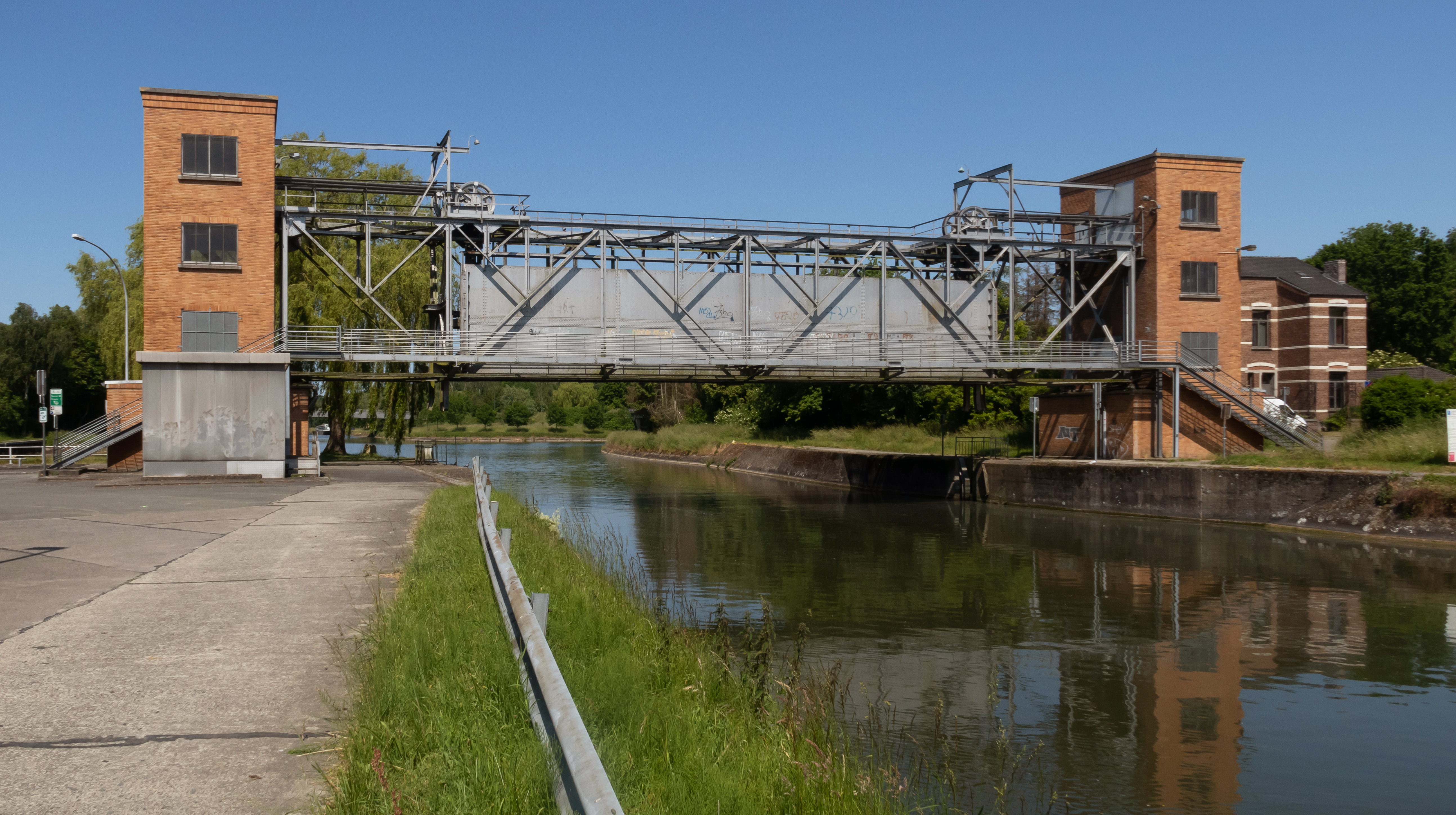
Pont piéton.
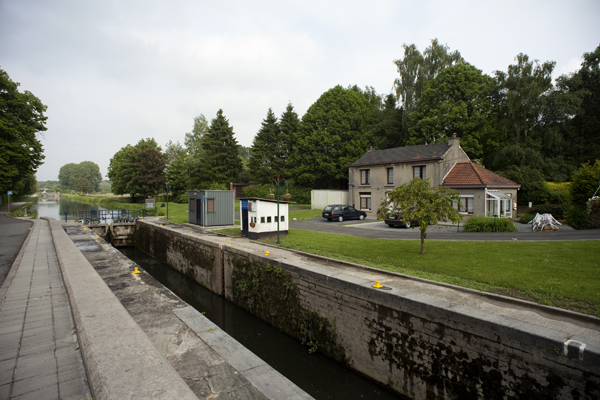
Canal Blaton-Ath.
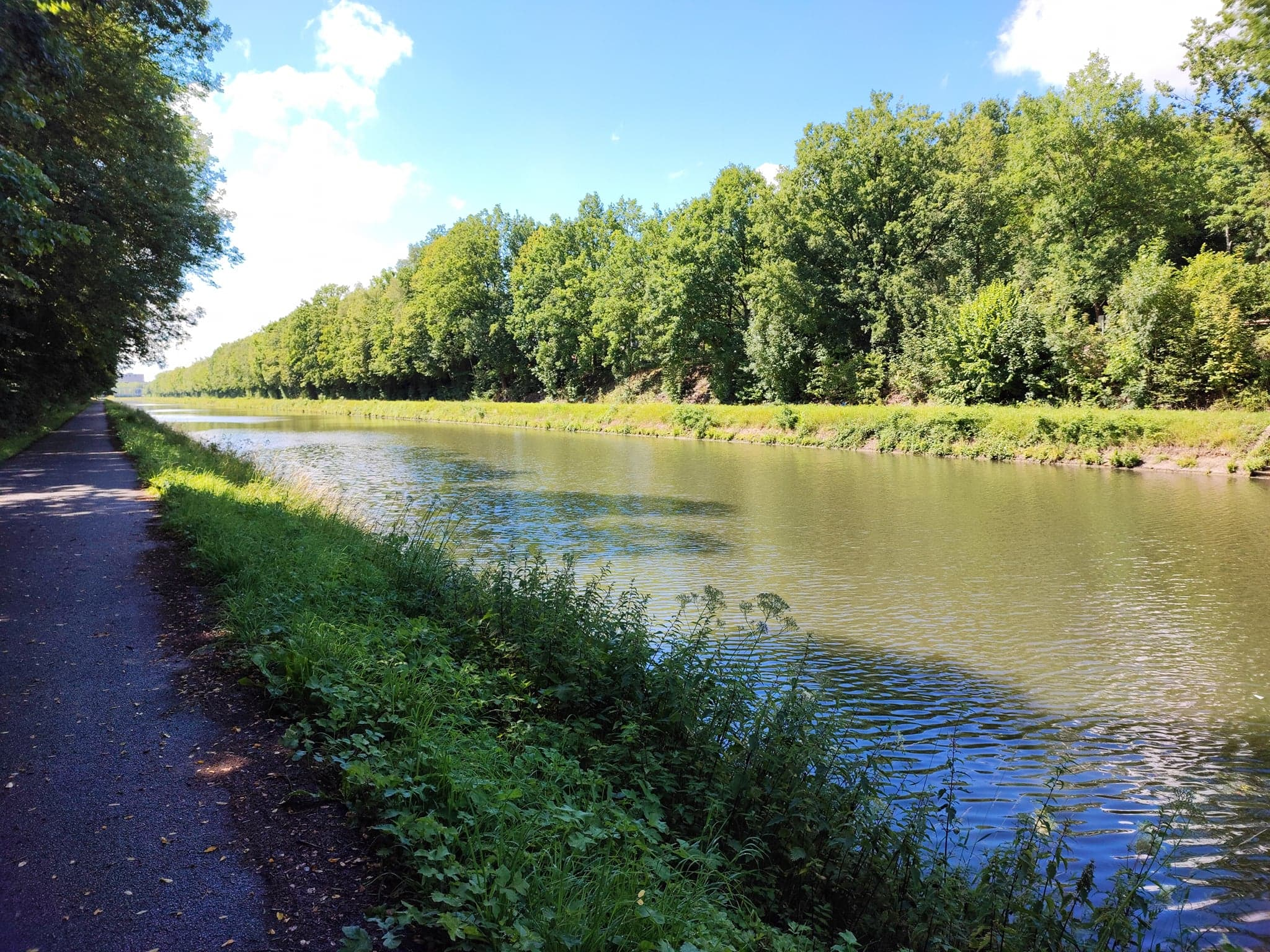
Canal Nimy-Blaton-Péronnes.